# بورش 930
بورش 930 هي سيارة رياضية خلفية الدفع من صناعة بورشه. أنتجت في 1975 وتوقف إنتاجها في 1977، بمحرك سعة 3,0 لتر، ثُم أعيد إنتاجها بمحرك سعة 3,3 لتر من عام 1978 إلى عام 1989، تم تجميعها في زوفنهاوزن، شتوتغارت.

## معرض صور

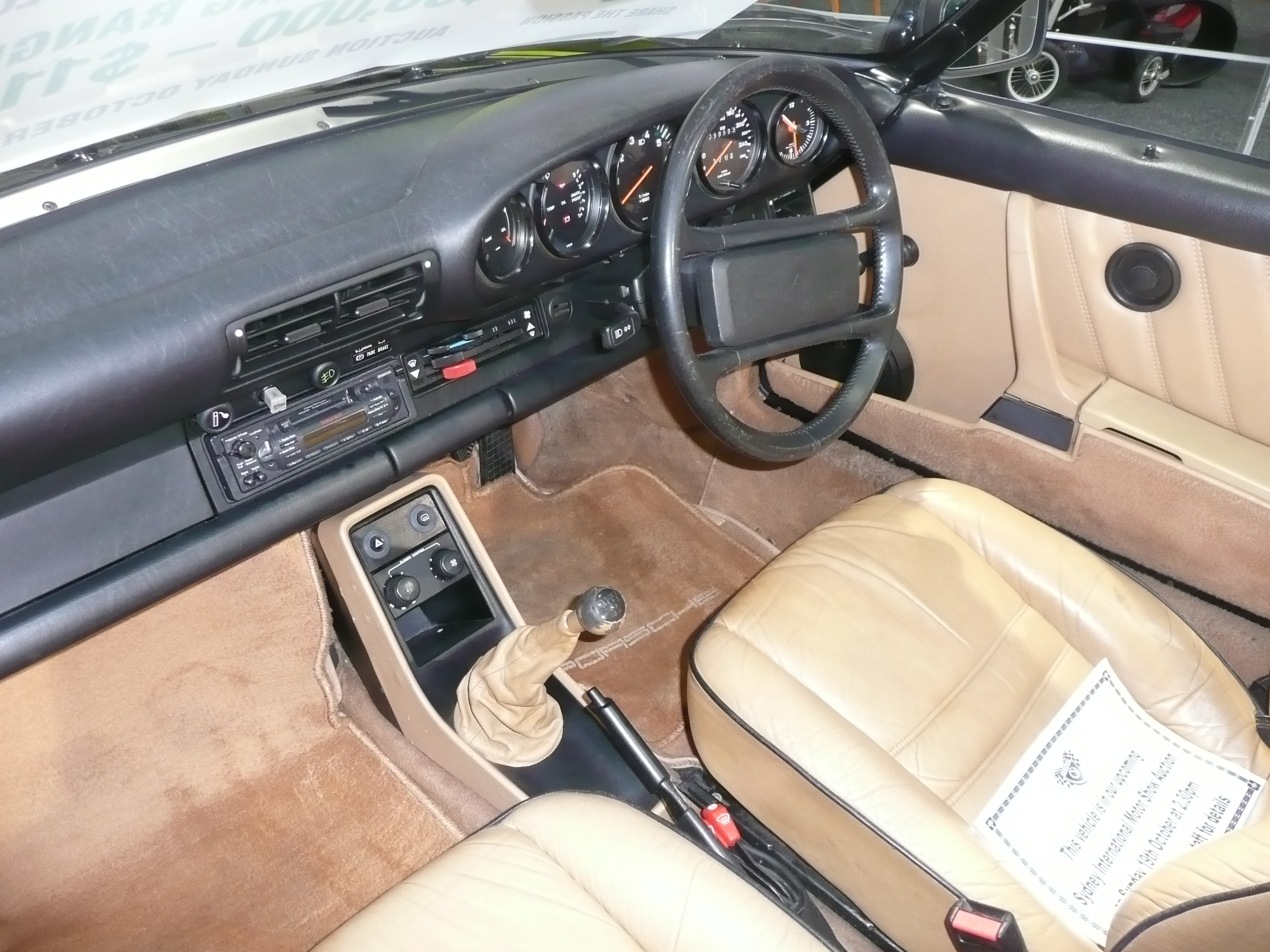
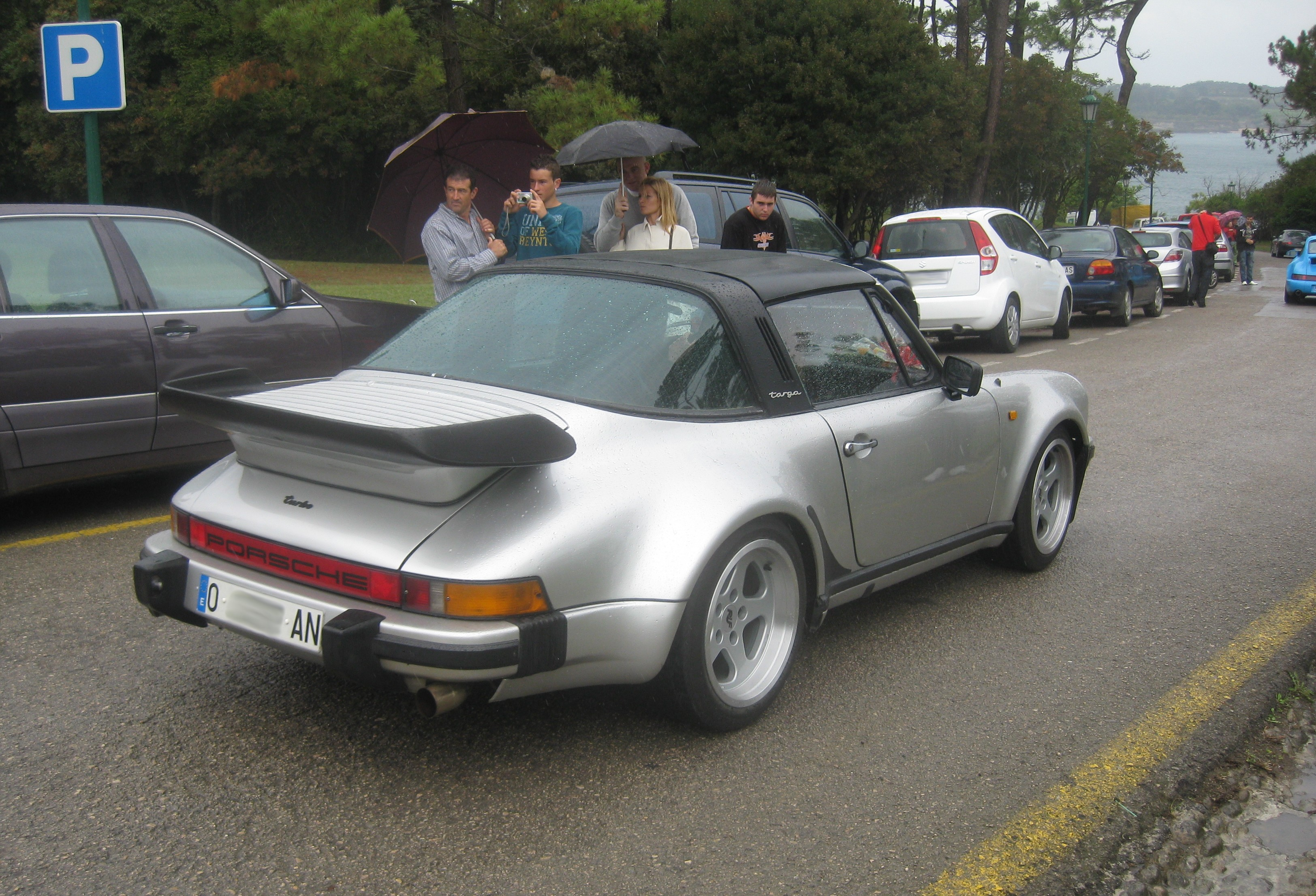
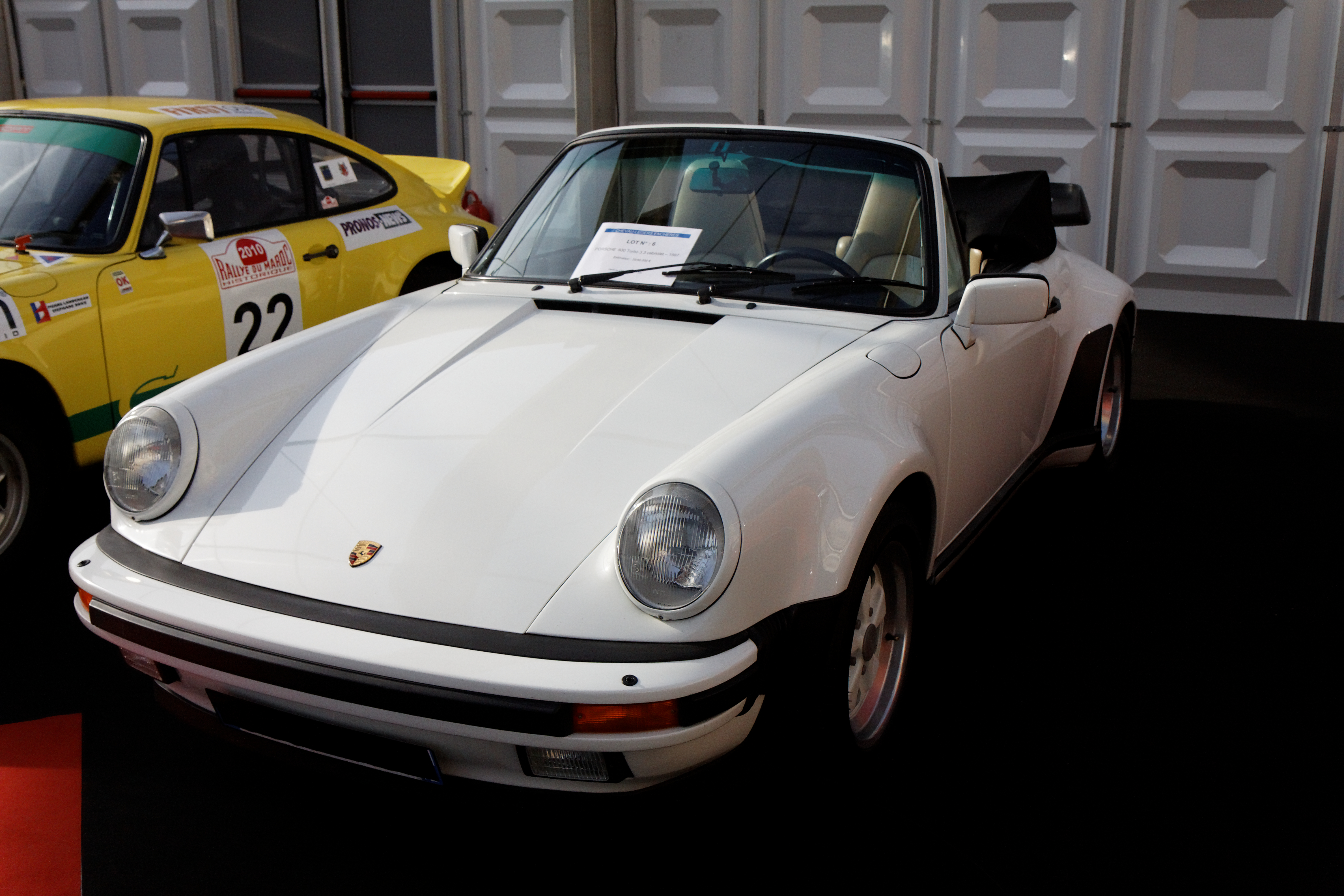